# Fatjon Tafaj
Fatjon Tafaj (ur. 19 marca 1982 w Tiranie) – albański piłkarz i asystent trenerów albańskich klubów piłkarskich, były członek albańskich reprezentacji U-18 i U-21.